# Stéphane Richelmi
Stéphane Richelmi (ur. 17 marca 1990 roku w Monte Carlo) – monakijski kierowca wyścigowy. Syn byłego francuskiego kierowcy rajdowego Jean–Pierre'a Richelmi.

## Kariera

### Formuła Renault
Richelmi karierę rozpoczął w roku 2001, od startów w kartingu. W 2006 roku przeszedł do wyścigów samochodów jednomiejscowych, debiutując w Belgijskiej Formule Renault. Zdobyte punkty sklasyfikowały go na 12. lokacie. W kolejnym sezonie brał udział w europejskiej edycji tej serii oraz wystartował w jednej rundzie włoskiego cyklu. Nie zdobył jednak punktów.
Rok później brał udział zarówno w europejskiej, jak również zachodnioeuropejskiej Formule Renault. Ponownie bez sukcesu.

### Formuła 3
W sezonie 2008 Monakijczyk wystartował w ośmiu wyścigach Formuła 3 Euro Series (bez punktów). Rok później ścigał się we Włoskiej oraz Brytyjskiej Formule 3. W pierwszej z nich zmagania zakończył na 19. pozycji, w drugiej natomiast był szósty. Stéphane zaliczył również epizodyczny występ we francuskich mistrzostwach samochodów sportowych. Za kierownicą pojazdu "z dachem" spisał się znakomicie, wygrywając jeden z dwóch wyścigów. Nie był jednak liczony do klasyfikacji.
W roku 2010 skupił się wyłącznie na startach we włoskim cyklu F3. Dobra współpraca z zespołem Lucidi Motors, zaowocowała tytułem wicemistrzowskim. W ciągu szesnastu wyścigów, ośmiokrotnie stawał na podium, z czego cztery razy na najwyższym stopniu.

### Formuła Renault 3.5
W 2011 roku awansował do Formuły Renault 3.5. W barwach International Draco Racing Monakijczyk zaliczył trudny debiut, w którym odnotował tylko jedno punktowane miejsce. W pierwszym wyścigu, na torze Monza, dojechał na siódmej lokacie. Ostatecznie rywalizację zakończył na 19. miejscu.

### Seria GP2
W sezonie 2011 Stephane zastąpił w ekipie Trident Racing kontuzjowanego Stefano Colettiego w ostatniej rundzie na włoskiej Monzy. Rok później był już etatowym kierowcą włoskiej stajni. Richelmi czterokrotnie sięgał po punkty, a podczas sobotniej rywalizacji, na niemieckim torze Hockenheimring, stanął na najniższym stopniu podium. Zdobyte punkty sklasyfikowały go na 18. lokacie.
W kolejnym roku startów podpisał kontrakt z mistrzowską ekipą DAMS. W ciągu 22 wyścigów, w których wystartował, raz stanął na podium oraz raz wywalczył pole position. Z dorobkiem 103 punktów uplasował się na ósmej pozycji w klasyfikacji generalnej.
Na sezon 2014 Monakijczyk przedłużył kontrakt z francuską ekipą DAMS. Wystartował łącznie w 22 wyścigach, spośród których w dwóch stawał na podium. W Hiszpanii wywalczył pole position, a w sprincie w Monako odniósł swoje pierwsze zwycięstwo w GP2. Uzbierał łącznie 73 punkty, które zapewniły mu dziewiąte miejsce w końcowej klasyfikacji kierowców.

## Statystyki
| Sezon | Seria                                   | Zespół                     | Wyścigi | Zwycięstwa | PP | NO | Podium | Punkty | Poz. koń. |
| ----- | --------------------------------------- | -------------------------- | ------- | ---------- | -- | -- | ------ | ------ | --------- |
| 2006  | Belgijska Formuła Renault               | Thierry Boutsen Racing     | 12      | 0          | 0  | ?  | 0      | 56     | 12        |
| 2007  | Europejska Formuła Renault              | Boutsen Energy Racing      | 14      | 0          | 0  | 0  | 0      | 0      | 46        |
| 2007  | Włoska Formuła Renault                  | Thierry Boutsen Racing     | 2       | 0          | 0  | 0  | 0      | 0      | 46        |
| 2008  | Formuła Renault WEC                     | Epsilon Sport              | 7       | 0          | 0  | 0  | 0      | 10     | 16        |
| 2008  | Europejska Formuła Renault              | Epsilon Sport              | 8       | 0          | 0  | 0  | 0      | 0      | 35        |
| 2008  | Formuła 3 Euro Series                   | Barazi-Epsilon             | 6       | 0          | 0  | 0  | 0      | 0      | NS†       |
| 2009  | Brytyjska Formuła 3                     | Barazi-Epsilon             | 15      | 0          | 0  | 0  | 0      | 4      | 19        |
| 2009  | Włoska Formuła 3                        | RC Motorsport              | 12      | 0          | 0  | 0  | 3      | 92     | 6         |
| 2009  | FFSA GT Championship                    | Selleslagh Racing Team     | 2       | 1          | 1  | 0  | 2      | 0      | NS†       |
| 2010  | Włoska Formuła 3                        | Lucidi Motors              | 16      | 4          | 1  | 0  | 8      | 153    | 2         |
| 2011  | Formuła Renault 3.5                     | International Draco Racing | 9       | 0          | 0  | 0  | 0      | 6      | 19        |
| 2011  | Seria GP2                               | Trident Racing             | 2       | 0          | 0  | 0  | 0      | 0      | 31        |
| 2012  | Seria GP2                               | Trident Racing             | 24      | 0          | 0  | 0  | 1      | 25     | 18        |
| 2013  | Seria GP2                               | DAMS                       | 22      | 0          | 1  | 0  | 1      | 103    | 8         |
| 2014  | Seria GP2                               | DAMS                       | 22      | 1          | 1  | 0  | 2      | 73     | 9         |
| 2014  | Blancpain Endurance Series – Pro-Am Cup | Belgian Audi Club Team WRT | 1       | 0          | 0  | 0  | 0      | 0      | NS        |
| 2014  | Blancpain Sprint Series                 | Belgian Audi Club Team WRT | 2       | 0          | 0  | 0  | 0      | 1      | 23        |

† – Richelmi nie był liczony do klasyfikacji.

## Wyniki w GP2
| Legenda oznaczeń w tabelach wyników Wyświetl szablon na nowej stronie | Legenda oznaczeń w tabelach wyników Wyświetl szablon na nowej stronie                                                                     |
| Oznaczenie                                                            | Wyjaśnienie |
| --------------------------------------------------------------------- | --- |
| Złoty                                                                 | Zwycięzca lub mistrzostwo |
| Srebrny                                                               | 2. miejsce lub wicemistrzostwo |
| Brązowy                                                               | 3. miejsce lub II wicemistrzostwo |
| Zielony                                                               | Ukończył, punktował (w klasyfikacji generalnej, gdy zdobył co najmniej jeden punkt na przestrzeni sezonu, poza trzema powyższymi opcjami) |
| Niebieski                                                             | Ukończył, nie punktował (w klasyfikacji generalnej, gdy nie zdobył co najmniej jednego punktu na przestrzeni sezonu)                      |
| Czerwony                                                              | Nie zakwalifikował się (NZ) |
| Czerwony                                                              | Nie prekwalifikował się (NPK) |
| Różowy                                                                | Nie ukończył (NU) |
| Różowy                                                                | Niesklasyfikowany (NS) (w klasyfikacji generalnej, gdy nie został sklasyfikowany w żadnym wyścigu sezonu)                                 |
| Czarny                                                                | Zdyskwalifikowany (DK) |
| Czarny                                                                | Wykluczony (WYK/EX) |
| Biały                                                                 | Nie wystartował (NW) |
| Biały                                                                 | Kontuzjowany (K/INJ) |
| Biały                                                                 | Wyścig odwołany (OD/C) |
| Bez koloru                                                            | Został wycofany (WYC/WD) |
| Bez koloru                                                            | Nie przybył (NP/DNA) |
| Bez koloru                                                            | Nie brał udziału w treningach (NT/DNP) |
| Bez koloru                                                            | Nie został zgłoszony (–) |
| Pogrubienie                                                           | Start z pole position |
| Kursywa                                                               | Najszybsze okrążenie wyścigu |
| †                                                                     | Nie ukończył, ale jego rezultat został zaliczony ze względu na przejechanie więcej niż 90% dystansu wyścigu.                              |
| *                                                                     | Sezon w trakcie |
| 1/2/3                                                                 | Punktowana pozycja w sprincie kwalifikacyjnym                                                                                             |
| Lista systemów punktacji Formuły 1                                    | |

| Rok  | Zespół         | Wyniki w poszczególnych eliminacjach | Wyniki w poszczególnych eliminacjach | Wyniki w poszczególnych eliminacjach | Wyniki w poszczególnych eliminacjach | Wyniki w poszczególnych eliminacjach | Wyniki w poszczególnych eliminacjach | Wyniki w poszczególnych eliminacjach | Wyniki w poszczególnych eliminacjach | Wyniki w poszczególnych eliminacjach | Wyniki w poszczególnych eliminacjach | Wyniki w poszczególnych eliminacjach | Wyniki w poszczególnych eliminacjach | Wyniki w poszczególnych eliminacjach | Wyniki w poszczególnych eliminacjach | Wyniki w poszczególnych eliminacjach | Wyniki w poszczególnych eliminacjach | Wyniki w poszczególnych eliminacjach | Wyniki w poszczególnych eliminacjach | Wyniki w poszczególnych eliminacjach | Wyniki w poszczególnych eliminacjach | Wyniki w poszczególnych eliminacjach | Wyniki w poszczególnych eliminacjach | Wyniki w poszczególnych eliminacjach | Wyniki w poszczególnych eliminacjach | Punkty | Pozycja |
| ---- | -------------- | ------------------------------------ | ------------------------------------ | ------------------------------------ | ------------------------------------ | ------------------------------------ | ------------------------------------ | ------------------------------------ | ------------------------------------ | ------------------------------------ | ------------------------------------ | ------------------------------------ | ------------------------------------ | ------------------------------------ | ------------------------------------ | ------------------------------------ | ------------------------------------ | ------------------------------------ | ------------------------------------ | ------------------------------------ | ------------------------------------ | ------------------------------------ | ------------------------------------ | ------------------------------------ | ------------------------------------ | ------ | ------- |
| 2011 | Trident Racing | TUR                                  | TUR                                  | ESP                                  | ESP                                  | MON                                  | MON                                  | VAL                                  | VAL                                  | GBR                                  | GBR                                  | DEU                                  | DEU                                  | HUN                                  | HUN                                  | BEL                                  | BEL                                  | ITA                                  | ITA                                  |                                      |                                      |                                      |                                      |                                      |                                      | 0      | 31      |
| 2011 | Trident Racing | –                                    | –                                    | –                                    | –                                    | –                                    | –                                    | –                                    | –                                    | –                                    | –                                    | –                                    | –                                    | –                                    | –                                    | –                                    | –                                    | 15                                   | 14                                   |                                      |                                      |                                      |                                      |                                      |                                      | 0      | 31      |
| 2012 | Trident Racing | MAL                                  | MAL                                  | BAH                                  | BAH                                  | BAH                                  | BAH                                  | ESP                                  | ESP                                  | MON                                  | MON                                  | VAL                                  | VAL                                  | GBR                                  | GBR                                  | DEU                                  | DEU                                  | HUN                                  | HUN                                  | BEL                                  | BEL                                  | ITA                                  | ITA                                  | SIN                                  | SIN                                  | 25     | 18      |
| 2012 | Trident Racing | 19                                   | 19                                   | 11                                   | NU                                   | 17                                   | 17                                   | 21                                   | 19                                   | 8                                    | NU                                   | 14                                   | NU                                   | 13                                   | NU                                   | 3                                    | 21                                   | 17                                   | 21                                   | 9                                    | 6                                    | 13                                   | 9                                    | 14                                   | NU                                   | 25     | 18      |
| 2013 | DAMS           | MAL                                  | MAL                                  | BAH                                  | BAH                                  | ESP                                  | ESP                                  | MON                                  | MON                                  | GBR                                  | GBR                                  | DEU                                  | DEU                                  | HUN                                  | HUN                                  | BEL                                  | BEL                                  | ITA                                  | ITA                                  | SIN                                  | SIN                                  | ARE                                  | ARE                                  |                                      |                                      | 103    | 8       |
| 2013 | DAMS           | 8                                    | 4                                    | NU                                   | 13                                   | 15                                   | 15                                   | 9                                    | 8                                    | 2                                    | 19                                   | 5                                    | NU                                   | 5                                    | 9                                    | 7                                    | 4                                    | 4                                    | 25                                   | 4                                    | 4                                    | NU                                   | 20                                   |                                      |                                      | 103    | 8       |
| 2014 | DAMS           | BHR                                  | BHR                                  | ESP                                  | ESP                                  | MON                                  | MON                                  | AUT                                  | AUT                                  | GBR                                  | GBR                                  | DEU                                  | DEU                                  | HUN                                  | HUN                                  | BEL                                  | BEL                                  | ITA                                  | ITA                                  | RUS                                  | RUS                                  | ARE                                  | ARE                                  |                                      |                                      | 73     | 9       |
| 2014 | DAMS           | 19                                   | 5                                    | 10                                   | 7                                    | 8                                    | 1                                    | 14                                   | 10                                   | 8                                    | 6                                    | 10                                   | NU                                   | NU                                   | 11                                   | 21                                   | 12                                   | 4                                    | 3                                    | 22                                   | 18                                   | 5                                    | 9                                    |                                      |                                      | 73     | 9       |

## Wyniki w Formule Renault 3.5
| Legenda oznaczeń w tabelach wyników Wyświetl szablon na nowej stronie | Legenda oznaczeń w tabelach wyników Wyświetl szablon na nowej stronie                                                                     |
| Oznaczenie                                                            | Wyjaśnienie |
| --------------------------------------------------------------------- | --- |
| Złoty                                                                 | Zwycięzca lub mistrzostwo |
| Srebrny                                                               | 2. miejsce lub wicemistrzostwo |
| Brązowy                                                               | 3. miejsce lub II wicemistrzostwo |
| Zielony                                                               | Ukończył, punktował (w klasyfikacji generalnej, gdy zdobył co najmniej jeden punkt na przestrzeni sezonu, poza trzema powyższymi opcjami) |
| Niebieski                                                             | Ukończył, nie punktował (w klasyfikacji generalnej, gdy nie zdobył co najmniej jednego punktu na przestrzeni sezonu)                      |
| Czerwony                                                              | Nie zakwalifikował się (NZ) |
| Czerwony                                                              | Nie prekwalifikował się (NPK) |
| Różowy                                                                | Nie ukończył (NU) |
| Różowy                                                                | Niesklasyfikowany (NS) (w klasyfikacji generalnej, gdy nie został sklasyfikowany w żadnym wyścigu sezonu)                                 |
| Czarny                                                                | Zdyskwalifikowany (DK) |
| Czarny                                                                | Wykluczony (WYK/EX) |
| Biały                                                                 | Nie wystartował (NW) |
| Biały                                                                 | Kontuzjowany (K/INJ) |
| Biały                                                                 | Wyścig odwołany (OD/C) |
| Bez koloru                                                            | Został wycofany (WYC/WD) |
| Bez koloru                                                            | Nie przybył (NP/DNA) |
| Bez koloru                                                            | Nie brał udziału w treningach (NT/DNP) |
| Bez koloru                                                            | Nie został zgłoszony (–) |
| Pogrubienie                                                           | Start z pole position |
| Kursywa                                                               | Najszybsze okrążenie wyścigu |
| †                                                                     | Nie ukończył, ale jego rezultat został zaliczony ze względu na przejechanie więcej niż 90% dystansu wyścigu.                              |
| *                                                                     | Sezon w trakcie |
| 1/2/3                                                                 | Punktowana pozycja w sprincie kwalifikacyjnym                                                                                             |
| Lista systemów punktacji Formuły 1                                    | |

| Rok  | Zespół                    | Wyniki w poszczególnych eliminacjach | Wyniki w poszczególnych eliminacjach | Wyniki w poszczególnych eliminacjach | Wyniki w poszczególnych eliminacjach | Wyniki w poszczególnych eliminacjach | Wyniki w poszczególnych eliminacjach | Wyniki w poszczególnych eliminacjach | Wyniki w poszczególnych eliminacjach | Wyniki w poszczególnych eliminacjach | Wyniki w poszczególnych eliminacjach | Wyniki w poszczególnych eliminacjach | Wyniki w poszczególnych eliminacjach | Wyniki w poszczególnych eliminacjach | Wyniki w poszczególnych eliminacjach | Wyniki w poszczególnych eliminacjach | Wyniki w poszczególnych eliminacjach | Wyniki w poszczególnych eliminacjach | Punkty | Pozycja |
| ---- | ------------------------- | ------------------------------------ | ------------------------------------ | ------------------------------------ | ------------------------------------ | ------------------------------------ | ------------------------------------ | ------------------------------------ | ------------------------------------ | ------------------------------------ | ------------------------------------ | ------------------------------------ | ------------------------------------ | ------------------------------------ | ------------------------------------ | ------------------------------------ | ------------------------------------ | ------------------------------------ | ------ | ------- |
| 2011 | International DracoRacing | ARA                                  | ARA                                  | BEL                                  | BEL                                  | ITA                                  | ITA                                  | MON                                  | DEU                                  | DEU                                  | HUN                                  | HUN                                  | GBR                                  | GBR                                  | FRA                                  | FRA                                  | CAT                                  | CAT                                  | 6      | 26      |
| 2011 | International DracoRacing | 16                                   | NU                                   | 17                                   | NU                                   | 7                                    | 15                                   | 16                                   | 13                                   | 13                                   | 15                                   | 20                                   | 19                                   | 20                                   | 17                                   | 13                                   | NU                                   | NU                                   | 6      | 26      |